# Линейное предсказание со смешанным возбуждением
Линейное предсказание со смешанным возбуждением (англ. Mixed-excitation linear prediction, MELP) — стандарт кодирования речи Министерства обороны США, используемый в военных целях, в спутниковой связи и радиозащищённых устройствах. Его стандартизация и последующая разработка были поддержаны Агентством национальной безопасности США и НАТО.

## История
MELP был изобретён Аланом Маккри в 1995 году, в то время как он был аспирантом в Центре обработки сигналов и изображений (CSIP) в Технологическом институте Джорджии, и к настоящему времени исходные патенты истекли. Этот первоначальный речевой кодер был стандартизован в 1997 году как MIL-STD-3005. MELP обошёл других кандидатов на конкурсе Министерства обороны США, таких как Frequency Selective Harmonic Coder (FSHC), Advanced Multi-Band Excitation (AMBE), Enhanced Multiband Excitation (EMBE), Sinusoid Transform Coder (STC) и Subband LPC Coder (SBC).

### MIL-STD-3005
Новый голосовой кодер на основе MELP был создан в период с 1998 по 2001 год со скоростью 1200 бит/с. Существенные улучшения были добавлены в MIL-STD-3005 компаниями SignalCom (позже приобретена Microsoft), AT&T Corporation и Compandent, которые включали дополнительный голосовой кодировщик со скоростью 1200 бит/с, существенно улучшенное кодирование (анализ), существенно улучшенное декодирование (синтез), шумоподавление для удаления фонового шума, перекодирование между потоками битов 2400 бит/с и 1200 бит/с. Эта довольно значительная разработка была нацелена на создание нового шифратора с вдвое меньшей скоростью и его совместимость со старым стандартом MELP. Усовершенствованный MELP (также известный как MELPe) был принят в качестве нового стандарта MIL-STD-3005 в 2001 году в виде приложений и дополнений, сделанных к оригинальному MIL-STD-3005, обеспечивая такое же качество, что и старые MELP 2400 бит/с для половинной скорости 1200 бит/с. Одним из главных преимуществ нового MELPe 2400 бит/с является то, что он имеет тот же формат бит, что и MELP, и, следовательно, может взаимодействовать с устаревшими системами MELP, но будет обеспечивать лучшее качество с обоих концов. MELPe обеспечивает гораздо лучшее качество, чем все старые военные стандарты, особенно в шумных средах, таких как поле битвы, транспортные средства и самолеты.

### STANAG-4591 (НАТО)
После тщательного сравнения и тестирования в 2002 году Министерством обороны США, MELPe 2400 и 1200 бит/с был принят также в качестве стандарта НАТО, известного как STANAG-4591. В рамках тестирования НАТО на новый стандарт, MELPe сравнивался с другими кандидатами, такими как французский HSX (Harmonic Stochastic eXcitation) и турецкий SB-LPC (Split-Band Linear Predictive Coding), а также со старыми стандартами FS1015 LPC-10e (2,4 кбит/с), FS1016 CELP (4,8 кбит/с) и CVSD (16 кбит/с). Впоследствии MELPe выиграл конкурс НАТО, превысив качество всех других кандидатов, а также качество всех предыдущих голосовых стандартов безопасности (CVSD, CELP и LPC-10e). Конкурс НАТО пришёл к выводу, что MELPe существенно улучшает производительность (с точки зрения качества речи, разборчивости и помехоустойчивости), одновременно снижая требования к пропускной способности. Тестирование НАТО проводилось тремя лабораториями по всему миру, а также включало тесты на совместимость с более чем 200 часов речевых данных. Compandent Inc. предоставила Министерству обороны США и НАТО специальную платформу для тестирования, известную как устройство MELCODER, послужившую «золотым» эталоном для реализации MELPe в режиме реального времени. Бюджетные терминалы данных FLEXI-232, основанные на эталоне MELCODER, очень популярны и широко используются для оценки и тестирования MELPe в реальном времени, различных каналах и сетях, полевых условиях.
В 2005 году была добавлена новая модификация MELPe со скоростью 600 бит/с от Thales Group (Франция) (без тестирования, выполненного для MELPe 2400/1200 бит/с) в стандарт НАТО STANAG-4591.

### 300 бит/c MELP
В 2010 году Lincoln Labs., Compandent, BBN и General Dynamics разработали для DARPA MELP-устройство 300-бит/с. Его качество было лучше при большей задержке, в сравнении с 600 бит/с MELPe.

## Различия между MELP и MELPe
MELP был разработан с использованием другого военного голосового кодировщика - LPC-10, поэтому изначально MELP работал только со скоростью 2400 бит/с. MELPe, в отличие от MELP, - это низкоскоростной кодек с тремя скоростями: 600 бит/с, 1200 бит/с и 2400 бит/с. Период MELPe составляет 22,5 мс по длительности и содержит 180 выборок голоса с частотой дискретизации 8000 кГц. Рекомендуемые аналоговые требования для номинальной полосы пропускания лежат в диапазоне частот от 100 Гц до 3800 Гц. MELPe может работать с более ограниченным диапазоном сигнала, но это приведёт к ухудшению его производительности.

## Преимущества MELP
Общество цифровой обработки речи Министерства обороны США (DDVPC) выбрало MELP в качестве нового речевого кодировщика федерального стандарта 2400 бит/с после многолетней обширной программы тестирования. Отборочный тест был сконцентрирован на четырех областях: разборчивость, качество голоса, узнаваемость говорящего и коммуникабельность. Критерии отбора также включали аппаратные параметры, такие как мощность процессора, используемая память и задержка в работе. В результате MELP был выбран лучшим из семи кандидатов и даже побил голосовой кодировщик с удвоенной скоростью передачи данных (4800 бит/с) FS1016.
MELPe довольно устойчив в сложных условиях фонового шума, что часто встречается в коммерческих и военных системах связи, а также очень эффективен при вычислениях. Это означает относительно низкое энергопотребление, что является важным фактором для портативных систем. MELPe использует обширные таблицы поиска и модели человеческого голоса для извлечения и регенерации речи; кроме того, кодек настроен для регенерации английского языка, и носители не германских языков обычно оценивают кодировщик хуже, чем говорящие на английском языке.

## Реализации
MELP реализован во многих устройствах, включая безопасные радиоустройства, спутниковую связь, IP-телефонию и мобильные телефоны. В подобных устройствах требуется дополнительная проверка для борьбы с ошибками канала, потерей пакетов и потерями синхронизации. Такой экспертиза требует понимания чувствительности битов MELP к ошибкам. Битрейт 2400 бит/с и 1200 бит/с для MELP включают в себя бит синхронизации, который полезен при последовательной связи.

## Уровень сжатия
MELPe предназначен для сжатия речи. Учитывая входной аудиосигнал, отснятый на частоте 8 кГц, кодек MELP даёт следующие коэффициенты сжатия по потоку данных с кристаллом μ-Law G.711 с пропускной способностью 64 кбит/с, снижая эффекты переполнения протокола:
| Битрейт    | Степень сжатия свыше G.711 | Размер полезной нагрузки | Интервал полезной нагрузки |
| ---------- | -------------------------- | ------------------------ | -------------------------- |
| 2400 бит/c | 26.7 X                     | 54 бит                   | 22.5 мс                    |
| 1200 бит/c | 53.3 X                     | 81 бит                   | 67.5 мс                    |
| 600 бит/c  | 106.7 X                    | 54 бит                   | 90 мс                      |

Как правило, речевое кодирование включает в себя компромисс между различными аспектами, включая скорость передачи, качество речи, задержку, сложность вычислений, устойчивость к различным спикерам и языкам, устойчивость к различным фоновым шумам, устойчивость к ошибкам канала. Поскольку более низкие скорости MELPe (600 и 1200 бит/с) являются подмножеством скорости 2400 бит/с, сложность алгоритма (например, в MIPS) примерно одинакова для всех скоростей. Более низкие скорости используют увеличенные структуры, а также размер кодовой книги, поэтому они требуют больше памяти.

## Права интеллектуальной собственности
MELPe (и его производные) подпадает под лицензирование IPR от следующих компаний: Texas Instruments (2400 бит/с MELP алгоритм/ исходный код), Microsoft (транскодер 1200 бит/с), Thales Group (скорость 600 бит/с), AT&T и Compandent.